# Hesperocallis undulata

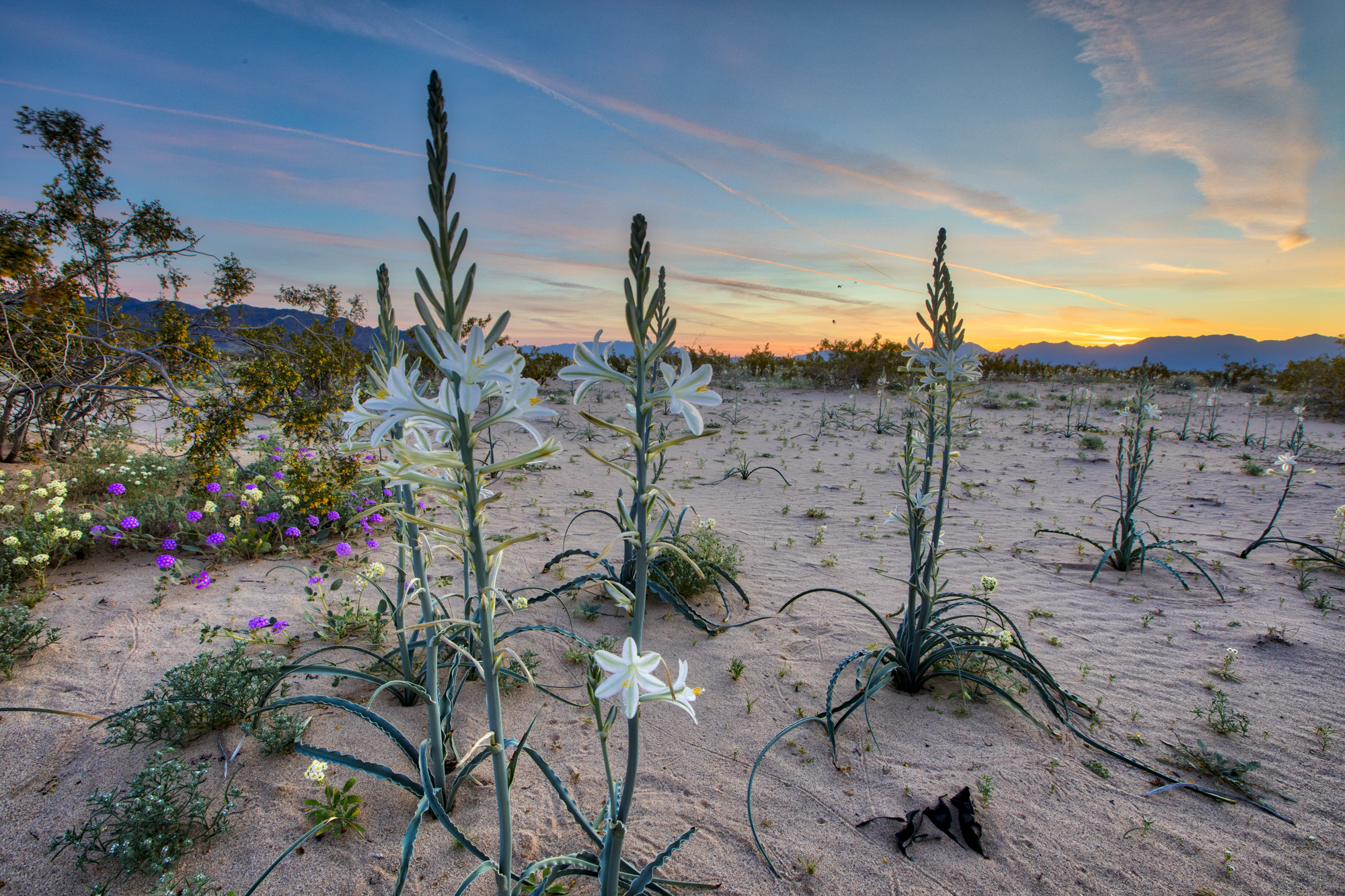

Hesperocallis undulata A.Gray – gatunek rośliny z monotypowego rodzaju Hesperocallis A.Gray z rodziny szparagowatych. Występuje w północno-zachodnim Meksyku oraz w zachodniej Arizonie, Kalifornii i południowej Newadzie w Stanach Zjednoczonych.
Nazwa naukowa rodzaju pochodzi od greckich słów εσπέρα (espera – wieczór, zachód) i καλώς (kalos – piękny, dobry). Epitet gatunkowy po łacinie oznacza pofalowana. 

## Morfologia
PokrójWieloletnie rośliny zielne o wysokości 30–180 cm.
PędGłęboko usadowione pod ziemią (na głębokości do 50 cm, jajowate cebule wielkości 4–6 cm.
LiścieLiście przeważnie odziomkowe, dystalnie zredukowane. Blaszki liściowe niebieskozielone, stępione, równowąskie, o białych, silnie pofałdowanych brzegach, długości 20–50 cm i szerokości 8–15 mm.
KwiatyKwiaty wonne, zebrane po 4–18 w grono o długości 10–30 cm, wyrastające na prostym, rzadko rozgałęzionym głąbiku. Przysadki wydatne, jajowate, błonkowate, o długości 1–1,5 cm. Szypułki długości 1 cm. Okwiat lejkowaty, o długości 4,5–6 cm, sześciolistkowy. Listki okwiatu zrośnięte poniżej środka w rurkę o długości 1,5–2 cm, powyżej wolne, rozpostarte, doosiowo białe, odosiowo z niebieskawozielonymi paskami, odwrotnie jajowato-lancetowate. Pręciki zrośnięte z rurką okwiatu, nitki nitkowate, długości 2–2,5 cm, pylniki złote, osadzone grzbietowo, obrotne, równowąskie, długości 7 mm. Zalążnia górna, trójkomorowa, siedząca, podługowata. Szyjka słupka trwała, biała, smukła, równa długości okwiatu, zakończona główkowatym do lekko trójklapowego znamieniem.
OwoceTrójklapowe, kulistawe torebki o długości 12–16 mm, pękające komorowo, zawierające liczne, czarne, płaskie nasiona o średnicy 5 mm.

## Biologia
RozwójKwitnie od końca lutego do maja, po występujących w tym okresie na pustyni nieregularnych opadach deszczu.
SiedliskoSuche, piaszczyste równiny i skaliste wzgórza w zaroślach Larrea tridentata na pustyniach Mojave i Sonora, na wysokości od 300 do 800 m n.p.m.
GenetykaLiczba chromosomów 2n = 48.

## Systematyka
Pozycja systematycznaGatunek z monotypowego rodzaju Hesperocallis z podrodziny agawowych Agavoideae z rodziny szparagowatych Asparagaceae.

## Zastosowanie
Rośliny ozdobneZ uwagi na okazałe kwiatostany rośliny te są uprawiane jako rośliny ozdobne. Wymagają bardzo dobrze przepuszczalnej gleby i stanowiska słonecznego. Rośliny nie tolerują temperatur poniżej zera. W okresie spoczynku nie tolerują podlewania.
Rośliny spożywczeSurowe, gotowane lub pieczone cebule, o czosnkowym aromacie, były spożywane przez rdzennych Amerykanów.